# Lex Iulia de adulteriis coercendis

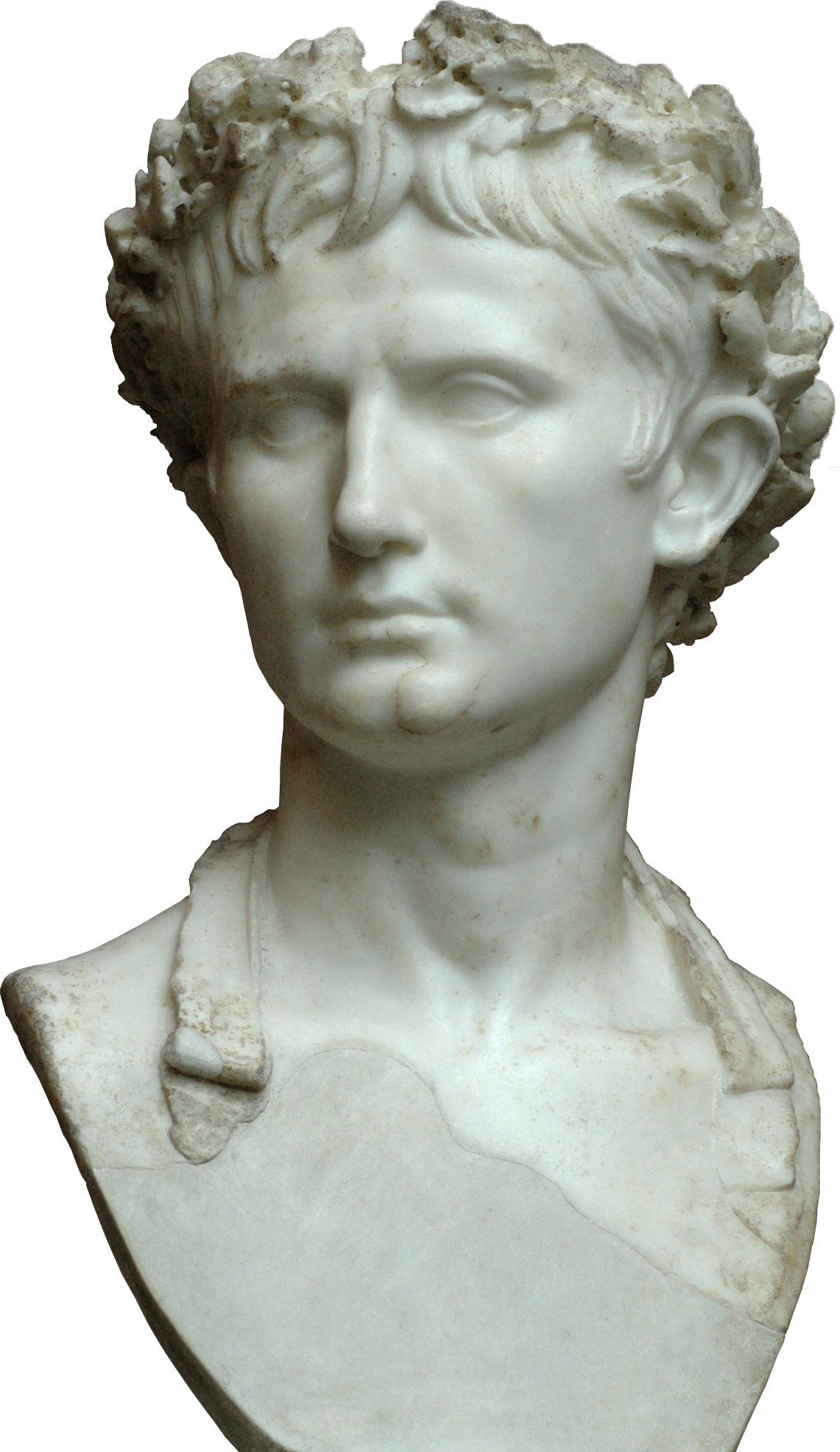
Busto de Augusto, primer emperador romano (27 a. C. - 14 d. C.), quien promulgó la Ley Julia sobre el adulterio como parte de sus reformas morales para fortalecer la familia y la sociedad romana.

La Ley Julia sobre el adulterio (en latín Lex Iulia de Adulteris) del año 18 a. C., promovida por Augusto, tipificó los crímenes de adulterio.

## Contenido
Esta ley establece que el adulterio se produce cuando la mujer que interviniente en una relación sexual está casada con otra persona, y de stuprum, que ocurre cuando los que intervienen en una relación sexual no pueden estar unidos en legítimo matrimonio, situación que no se da cuando la mujer que interviene es esclava, liberta, prostituta (meretriz), de baja condición social, o que anteriormente fue adúltera o condenada en un juicio público. ==
La ley además establecía que las prostitutas debían llevar el pelo suelto y trenzado, y que debían teñirse el pelo de rojo o azul. El color rojo se asociaba con la prostitución en la Antigua Roma, ya que era el color del fuego y la pasión. El color azul se asociaba con la inmoralidad, ya que era el color de la diosa Venus, la diosa del amor y la belleza. 
Bajo el Imperio romano, el adulterio no significaba lo mismo que hoy. El adulterio sólo ocurría si una mujer casada tiene relaciones sexuales con un hombre que no es su marido legítimo y, por tanto, un hombre casado tiene derecho a asociarse con otras mujeres solteras sin que se le reproche esto.
El adulterio era, en ese momento, considerado un delito grave por los romanos. Los culpables de adulterio eran juzgados con más severidad que los responsables de delitos de la misma importancia en la ley, como el estupro ―atentado al pudor― por ejemplo. De hecho, las consecuencias del adulterio pueden ser más graves: a saber, que la mujer adúltera puede quedar embarazada de su amante y traer así a la familia un hijo que no descienda del padre de familia.
La ley dejó de tener efecto práctico debido a que numerosas mujeres patricias y de clases altas se declararon prostitutas como forma de desobediencia civil, en un contexto en el que no habían podido elegir libremente a sus maridos.